# Loud & Peace
Albums de Dragon Ash
Mixture
(2010) The Faces
(2014)
Loud & Peace (ラウド・アンド・ピース) (stylisé LOUD & PEACE) est une compilation du groupe de fusion japonais Dragon Ash, sortie le 22 août 2012 pour commémorer la quinzième année de sa formation. Le premier CD, LOUD, contient des chansons rock, tandis que PEACE rassemble des ballades du groupe. Un troisième CD en édition limitée contient des versions alternatives de plusieurs anciens titres.

## Liste des titres
| 1.  | The Day dragged on                                                 | The Day Dragged On    | 2:12 |
| 2.  | Hitsuji o Kazoete mo Yoru wa Owaranai (羊を数えても夜は終わらない) | The Day Dragged On    | 2:38 |
| 3.  | Rainy Day And Day                                                  | Mustang!              | 3:25 |
| 4.  | Iceman                                                             | Buzz Songs            | 4:46 |
| 5.  | Drugs Can't Kill Teens                                             | Viva la Revolution    | 4:34 |
| 6.  | Just I'll say                                                      | Viva la Revolution    | 3:17 |
| 7.  | Deep Impact                                                        | Lily of da Valley     | 4:32 |
| 8.  | Amploud                                                            | Lily of da Valley     | 4:16 |
| 9.  | Shizuka na Hibi no Kaidan o (百合の咲く場所で)                     | Lily of da Valley     | 4:29 |
| 10. | Snowscape                                                          | Life Goes On (single) | 4:13 |
| 11. | Fantasista                                                         | Harvest               | 4:30 |
| 12. | Posse in Noise                                                     | Harvest               | 4:00 |
| 13. | Resound                                                            | Río de Emoción        | 4:45 |
| 14. | Develop the music                                                  | Independiente         | 4:00 |
| 15. | Dear Mosh Pit                                                      | Freedom               | 4:02 |
| 16. | CALLIN'                                                            | CALLIN (single)       | 4:16 |
| 17. | AMBITIOUS                                                          | Mixture               | 4:36 |
| 18. | ROCK BAND                                                          | Mixture               | 5:09 |
| 19. | SLASH                                                              | Mixture               | 5:08 |

| 1.  | Public Garden                                                    | Public Garden                        | 4:13 |
| 2.  | Invitation ((single ver.))                                       | Rainy Day And Day (single)           | 3:13 |
| 3.  | Hi Wa Mata Noborikuri Kaesu (陽はまたのぼりくりかえす)           | Hi Wa Mata Noborikuri Kaesu (single) | 7:09 |
| 4.  | Under Age's Song ((single ver.))                                 | Under Age's Song (single)            | 6:00 |
| 5.  | Viva la Revolution                                               | Viva la Revolution                   | 5:00 |
| 6.  | Shizuka na Hibi no Kaidan o (静かな日々の階段を) ((single ver.)) | Shizuka na Hibi no Kaidan o (single) | 4:16 |
| 7.  | Lily of da Valley                                                | Lily of da Valley                    | 5:53 |
| 8.  | Hanakotoba (花言葉)                                              | Lily of da Valley                    | 8:45 |
| 9.  | Life Goes On                                                     | Life Goes On (single)                | 5:38 |
| 10. | Harvest                                                          | Harvest                              | 4:25 |
| 11. | Asanagi Revival (朝凪Revival)                                    | Río de Emoción                       | 4:25 |
| 12. | Yume de Aetara (夢で逢えたら)                                    | Yume de Aetara (single)              | 4:41 |
| 13. | Beautiful                                                        | Independiente                        | 4:12 |
| 14. | Tsunagari Sunset (繋がりSUNSET)                                  | Freedom                              | 4:22 |
| 15. | Unmei Kyoudoutai (運命共同体)                                    | Freedom                              | 5:15 |
| 16. | TIME OF YOUR LIFE                                                | Mixture                              | 4:41 |

| 1. | Dragon Ash trahere Mix performed by BOTS                       |  |
| 2. | Ivory -out loud-                                               |  |
| 3. | Something in view -L&P eternal session-                        |  |
| 4. | Hanakotoba (花言葉) -for peaceful morning- performed by HIROKI |  |